# Stazione di San Pietro
Stazione di San Pietro vasútállomás Olaszországban, Scafati településen.

## Vasútvonalak
Az állomást az alábbi vasútvonalak érintik:
- Napoli-Pompei-Poggiomarino-vasútvonal

## Kapcsolódó állomások
A vasútállomáshoz az alábbi állomások vannak a legközelebb:
- Stazione di Cangiani (Stazione di Poggiomarino, Napoli-Pompei-Poggiomarino-vasútvonal)
- Stazione di Scafati (Circumvesuviana) (Stazione di Napoli Porta Nolana, Napoli-Pompei-Poggiomarino-vasútvonal)